# 五輪倫子
五輪 倫子（いつわ ともこ）は、日本の女優。株式会社PASOC所属。

## 略歴
- 2000年にボーカルユニットグループの一員としてデビュー。音楽活動を中心にラジオ出演、ライブ活動等を行う。
- 演出家のテディくまだに師事。
- 舞台（ストレート、時代劇、ミュージカル）を中心に、大劇場の商業演劇から小劇場までさまざまな作品に出演。
- 舞台以外にも映像や広告モデル等、幅広く活動。
- 演劇学校PASOCのスタッフ兼講師としても活動。
- 2021年4月、音声SNS Clubhouseにて『ミュージカルよもやま話』と題して、演出家テディくまだとともにライブ配信を行った。

## 出演

### 舞台作品
2009年3月
- 春のめざめ - マルタ 役、イルゼ 役

2010年8月
- テディくまだプロデュース 平成竹取物語2010 - 銀閣 役

2011年1月
- テディくまだプロデュース ミュージカル 平成竹取物語2011 - 風破　役（キャナルシティ劇場）

2012年3月
- テディくまだプロデュース ミュージカル 虹の国の少年 - ケイト 役（キャナルシティ劇場）

2012年4月
- 楽屋〜流れさるものはやがてなつかしき〜 - 女優C 役

2013年7月
- 頭痛肩こり樋口一葉 - 夏子（樋口一葉） 役（博多リバレインホール）

2013年11月
- 劇団子供の中の子供 血の婚礼 - レオナルドの妻 役 他（ひらつかホール）

2014年12月
- Xmas love - クリス 役（池袋シアターグリーン）

2016年
- 劇団若獅子公演 沓掛時次郎（三越劇場）

2017年
- 国定忠治・月形半平太 - お仲 役（横浜杉田劇場・新橋演舞場・愛知扶桑会館・大阪新歌舞伎座）

2018年
- マウストラップ - モリー・ロールストン 役（ウエストエンドスタジオ）

2019年
- トリッパー遊園地 - 大川ヨネ 役（新橋演舞場・大阪松竹座 他）

2020年
- 福岡Artプロジェクト ミュージカル 星の王子さま - 飛行士の母 役

2023年
- 大阪松竹座開場100周年記念 垣根の魔女 - 西村ミユキ 役 ほか（大阪松竹座 他地方公演）

### コンサート・LIVE
2021年
- PASOC MUSICAL LIVE 2021（福岡・ぽんプラザホール）

### テレビ
2019年
- とんねるずのみなさんのおかげでした「博士と助手〜細かすぎて伝わらないモノマネ選手権〜」みょーちゃん劇団（フジテレビ系）

2020年
- とんねるずのみなさんのおかげでした「博士と助手〜細かすぎて伝わらないモノマネ選手権〜」みょーちゃん劇団（フジテレビ系）

### テレビドラマ
- S -最後の警官-（2014年、TBS）

### CM
- エステー「ムシューダ」

### その他
- イオン九州会社案内広告モデル

## 指導作品
2022年
- 松竹「有頂天作家」子役指導